# C–82 Packet
A C–82 Packet a Fairchild Aircraft által tervezett és gyártott kétmotoros, kétfaroktartós katonai  teherszállító repülőgép. Az Egyesült Államok Hadseregének Légiereje, majd annak utóda, az Egyesült Államok Légiereje (US Air Force) használta a második világháborút követően rövid ideig. Az egy darab prototípust is beleszámítva 224 darab C–82-es készült. A C–82B jelentősen továbbfejlesztett változata a C–119 Flying Boxcar.

## Története

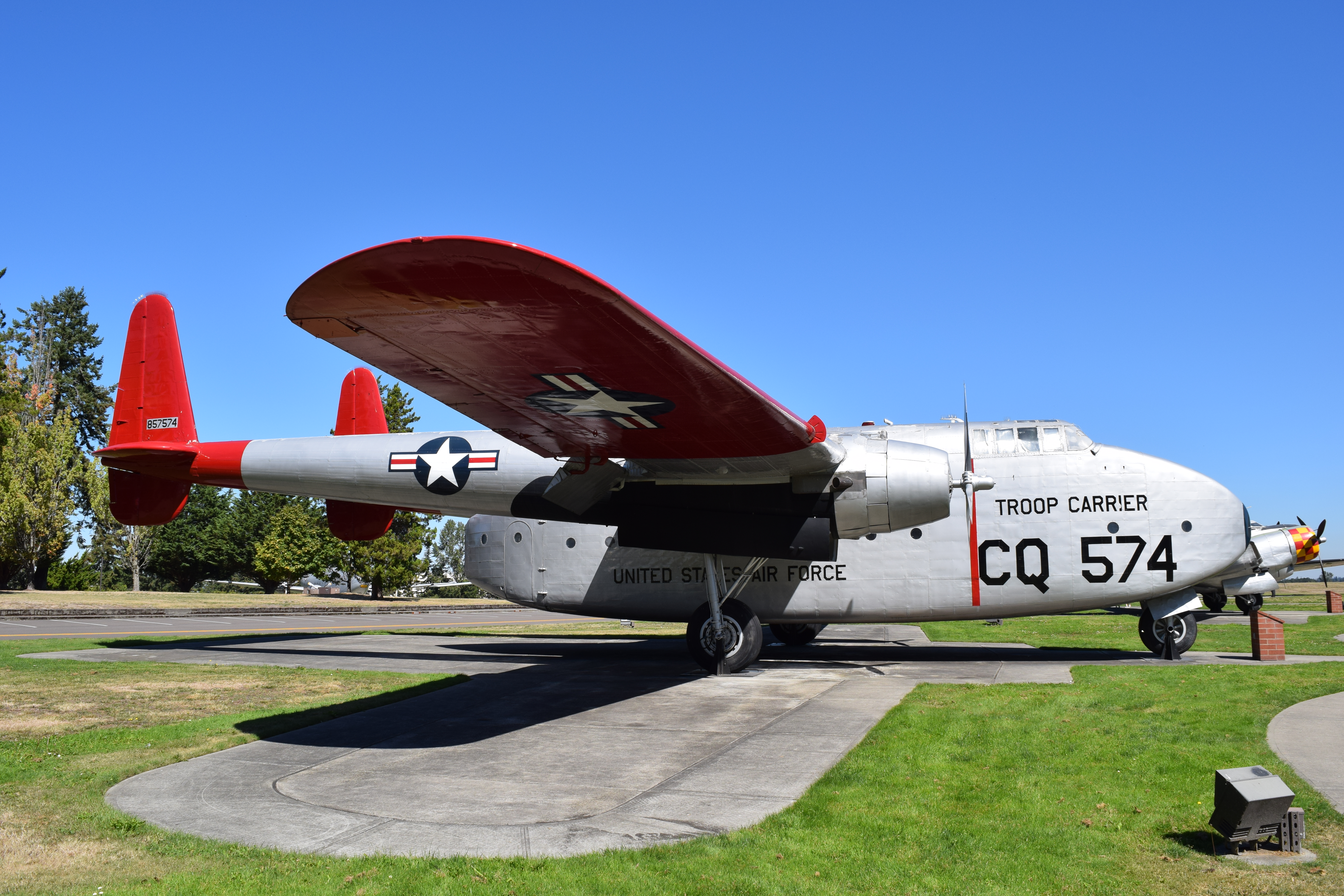
C–82A piros sarkvidéki festéssel, amelyet a jobb észlelhetőség érdekében alkalmaztak

A Fairchild 1941-ben kapott megbízást a kormányzattól egy új nehéz teherszállító repülőgép kifejlesztésére, amely meghaladja az akkor szolgálatban lévő fő katonai teherszállító típusok, a polgári repülőgépekből kifejlesztett C–47 Skytrain és C–46 Commando repülőgépek képességeit. A C–47 és a C–46 rakterébe csak oldalajtókon keresztül lehetett bejutni, ami megnehezítette a nehéz rakományok kezelését, emellett speciális berendezésekkel (rámpák, daruk) kellett felszerelni a repülőtereket. A Fairchild ezért két faroktartós konstrukciót tervezett, így a géptörzs hátul szabaddá vált. Ez lehetővé tette, hogy a géptörzsre hátul nagyméretű, szétnyitható teherajtót szereljenek, a két faroktartót pedig magasan helyezték el, így a tehertér teherautóval megközelíthető lett és a rakományt közvetlenül a teherautóról lehetett bepakolni.
1942-ben jóváhagyták a repülőgép makettjét, és megrendelték az XC–82 jelzésű prototípus megépítését.  Az eredeti koncepció szerint a repülőgép rétegelt lemezből és acélból készült volna annak érdekében, hogy a csökkentség a harci repülőgépekhez szükséges dúralumínium felhasználását. 1943-ban azonban úgy döntöttek, hogy a repülőgép mégis teljesen fémépítésű lesz.
A prototípussal 1944. szeptember 10-én hajtották végre az első felszállást. A berepüléssel párhuzamosan a Fairchild hagerstowni gyárában megkezdődtek az előkészületek a sorozatgyártásra, amelynek keretében 100 darabos C–82A megépítését tervezték. Már a berepülési fázisban több probléma jelentkezett. A repülőgép alulmotorizált volt, a motorok teljesítménye elégtelen volt. Emellett a sárkányszerkezet gyenge volt, nem felelt meg szilárdsági szempontból a nehéz terhet szállítására. Ezeknek a problémáknak a kiküszöbölésére a Fairchild övid idő alatt elvégezte a szükséges módosításokat. Az áttervezés eredménye az XC–82B jelzésű prototípus lett, amelynél megszűntek a C–82A kezdeti problémái.
Ezt követően 1945 tavaszán a legierő megrendelt a Fairchildtól egy második, módosított sorozatot. Majd további 792 repülőgépet rendeltek a North American cégtől, amely erre a célra új üzemet épített Dallasban.
A háború befejezése miatt azonban a C–82-esek iránti igény csökkent. A Fairchild 1948-ig, a gyártás leállításáig összesen 220 darab sorozatgyártású repülőgépet épített, míg a North American a dallasi üzemében mindössze három C–82N-t gyártott.
A gyártó az első példányt csak 1945 júniusában szállította le a légierőnek, így a típus a második világháborúban már nem játszott szerepet. A 223 darabos gyártási széria a többi második világháborús teherszállító repülőgéphez viszonyítva nagyon alacsony példányszámot jelent.
A C–82-t leginkább teherszállításra, csapatszállításra használták, de néhányat ejtőernyős deszantműveletekhez és szállító vitorlázó repülőgépek vontatására is használtak.
A legtöbbet teher- és csapatszállításra használták, bár néhányat bevetettek ejtőernyős műveletekhez vagy katonai vitorlázórepülők vontatására.
1946-ban a USPS vizsgálta a repülő postahivatalok koncepcióját, amelyekhez módosított C–82-eseket használtak volna. Az ilyen repülő postahivatalok a vonatokon közlekedő postahivatalokhoz hasonlóan működtek volna, vagyis a küldemények feldolgozása a repülőgép fedélzetén történik. (A koncepció azonban nem vált be, a repülőgép fedélzetén történő mozgás a munkavégzés alatt a repülőgép rázkódása miatt nehézkes volt. Emellett a vonatoknál gyorsabban közlekedő repülőgépeken a rendelkezésre álló kevesebb idő miatt csak kisebb mennyiségű küldeményt tudtak feldolgozni, így az eljárás a gyakorlatban nem bizonyult életképesnek.)
1948-ban egy C–82-est lánctalpas futóművel szereltek fel, ami lehetővé tette a leszállást a burkolatlan, előkészítetlen talajú kifutópályákon. A megoldást végül nem alkalmazták a rendszeresített gépeken.
A berlini blokád idején öt C–82-es repülőgép is részt vett a légihíd működtetésében 1948 szeptembere és novembere között. Ez idő alatt 252 repülést hajtottak végre, amelyek során 1054 tonna rakományt szállítottak, főként különböző nehéz felszereléseket (buldózereket, építőipari gépeket), amelyeket többek között a Berlin-Tegel repülőtér építésénél használtak.
1947-ben kezdték el a repülőgép továbbfejlesztését a Fairchilnel, aminek az eredménye az 1949-ben elkészült C–119 Flying Boxcar lett. Ez a C–82-nél sokkal sikeresebb típus lett, több mint ezer darabot gyártottak belőle.
A C–82-est 1954-ben vonták ki az Egyesült Államok Légierejének állományából.
A katonai szolgálatból kivont repülőgépek egy részét civil üzemeltetőknek adták el, így több repülőgép került külföldre is (Brazíliába, Chilébe, Mexikóba). A polgári céllal használt repülőgépek utolsó példányait az 1980-as évek végén selejtezték.

## Fennmaradt példányok

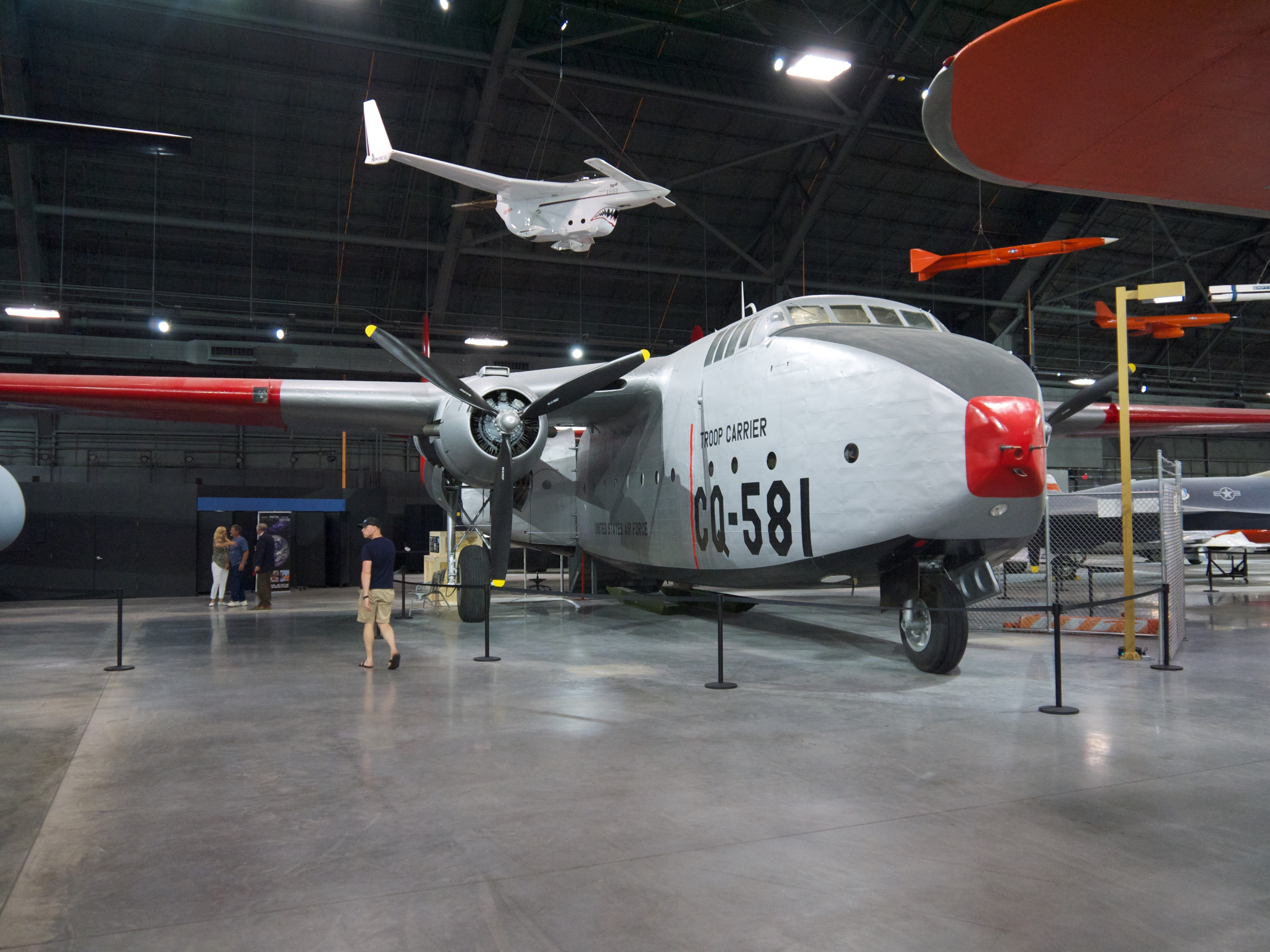
Az Egyesült Államok Légierejének Nemzeti Múzeumában kiállított C–82A, amely egykor az USAF Alaszkai Légi Parancsnoksága kötelékében repült

A repülőgép fennmaradt példányai gyártási szám alapján:

### Amerikai Egyesült Államok
- 44-22991 – C–82A változató gép törzse, amelyet a Walter Soplata Collection gyűjteményében tárolnak az ohiói Newbury Centerben. A gép nincs kiállítva.[2]
- 44-23006 – C–2A változató repülőgép, amely az arizonai Tucsonban található Pima Air & Space Museumban van kiállítva.[3]
- 45-57814 – C–82A változató gép, amely a Fairchild egykori üzemének helyén létrehozott Hagerstowni Repülőmúzeumban van kiállítva. Ez a gép repült utoljára a típus példányai közül 2006. október 15-én.[4]
- 48-0574 – C–82A változat a  tacomai (Washington állam) McChord Repülőmúzeumban kiállítva.[5][6]
- 48-0581 – C–82A változat az Egyesült Államok Légierejének Nemzeti Múzeumában van kiállítva Ohióban.[7]

### Brazília
- 45-57783 – C–82A változat, amely a manausi Eduardo Gomes Nemzetközi Repülőtéren található rossz állapotban.[8]
- 48-0585 – Korábban a Brazil Légierő által használt C–82A, amelyet a Rio de Janeiro-i repülőmúzeumban tárolnak..[9]

## Típusváltozatok

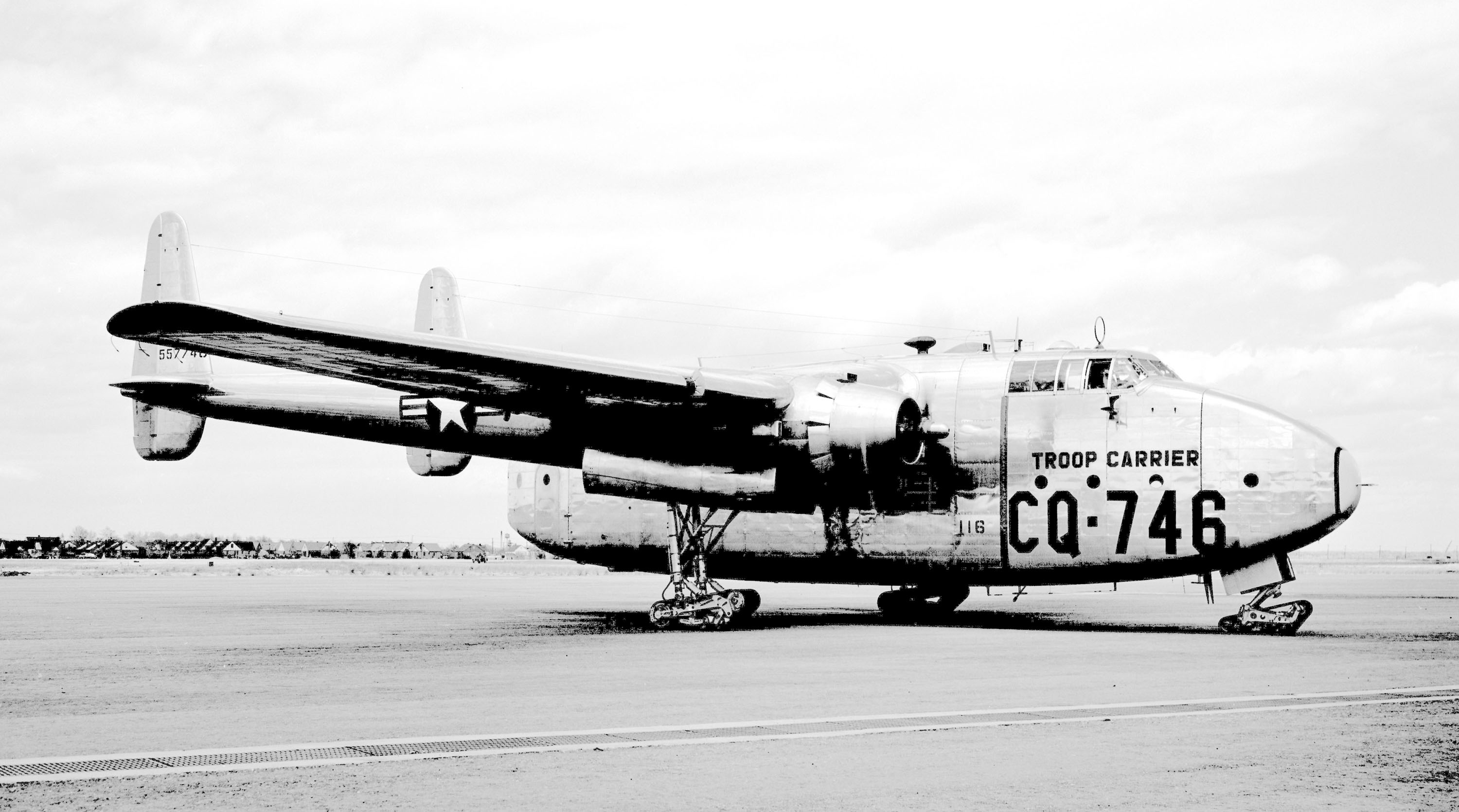
Lánctalpas futóművel felszerelt kísérleti változat

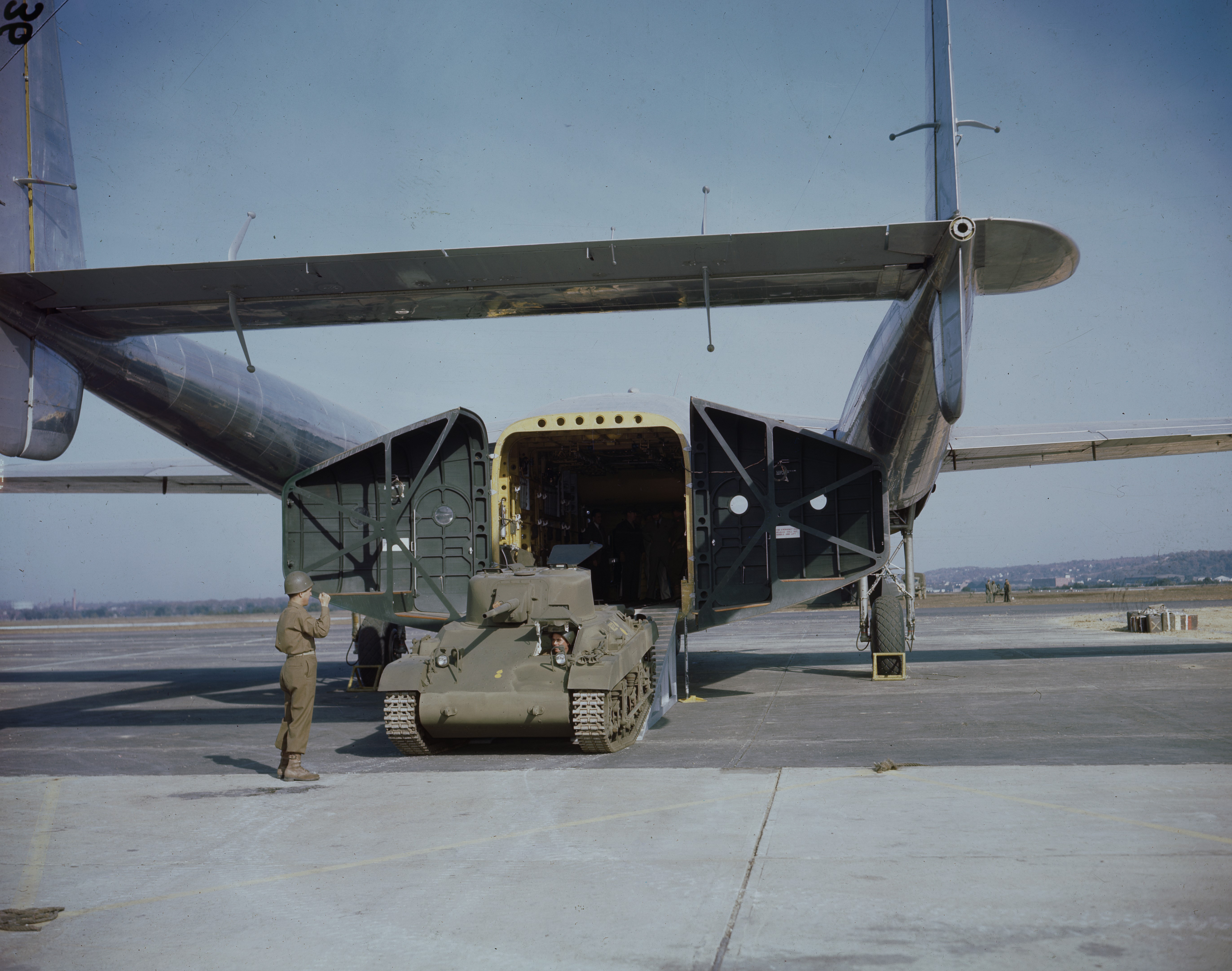
Egy M22 Locust könnyű harckocsit rakodnak be a repülőgép teherrámpáján

- XC–82 – Prototípus, egy darab készült.
- C–82A – Első sorozatgyártású változat, 220 db-t építettek.
- EC–82A – Lánctalpas futóművel felszerelt változat 1948-ból. 13 C–82A gép átépítését tervezték, de ténylegesen csak egy átépítése valósult meg.
- XC–82B – 1947-ben épített továbbfejlesztett prototípus 2650 LE-s Pratt & Whitney R–4360 Wasp Major csillagmotorral felszerelve. Egy példány készült egy C–82A átalakításával.
- C–82N – A North American Aviation által gyártott változat. Csak három sorozatgyártású gép készült.

## Műszaki adatok (C–82A)

### Geometriai méretek és tömegadatok
- Hossz: 23,5 m
- Szárnyfesztáv: 32,45 m
- Magasság: 8,03 m
- Szárnyfelület: 130,1 m²
- Üres tömeg: 14 742 kg
- Maximális felszálló tömeg: 24 494 kg
- Felületi terhelés: 60 kg/m²
- Üzemanyagtartály: 9800 l
- Hasznos teher: 8,16 t (vagy 42 ejtőernyős)

### Meghajtás
- Motorok száma: 2 db
- Típus: Pratt & Whitney R-2800–85 18 hengeres, kétkoszorús léghűtéses csillagmotor
- Maximális teljesítmény: 2×1600 kW (2×2100 LE)
- Légcsavar:  Hamilton Standard Hydromatic háromtollú fém légcsavar, átmérő: 4,62 m)

### Repülési jellemzők
- Maximális sebesség: 399 km/h (5300 m-en)
- Gazdaságos utazósebesség: 351 km/h (3050 m-en)
- Legnagyobb repülési magasság: 6500 m
- Hatótávolság: 6236 km
- Emelkedőképesség: 4,8 m/s
- Felszállási úthossz: 1000 m
- Kigurulási úthossz: 572 m